# 旧店镇
旧店镇是中国山东省青岛市平度市下辖的一个镇。

## 行政区划
旧店镇下辖金山社区、涧里村、许家上庄村、斜岭前村、罗头村、田格庄村、窝洛村、马疃村、曲村、唐家庄村、东刘家庄村、杨家宅科村、西营村、东营村、南营村、东石家庄村、九里夼村、东上夼村、厂口涧村、北庙东村、东庙东村、南庙东村、西石桥村、东石桥村、杨家村、王汉庄村、水家河村、李家埠村、北邢家村、庞家洼村、河西村、旧店村、大曲家埠村、小曲家埠村、龙泉小庄村、前幸福庄村、陶家寨村、张家沙沟村、葛家沙沟村、岙山后村、套子村、西庞家洼村、杜家沙沟村、方家村、郑家村、西上夼村、袁家沟村、赤土岘村、尚家村、东七甲村、龙家庄村、西司家庄村、东司家庄村、兴旺庄村、新李家庄村、王家洼村、西王埠后村、中王埠后村、东王埠后村、后潘家村、前潘家村、滕家村、祝前村、祝东村、祝后村、祝西村、后寨子村、东于家屯村、洼子村、孙戈庄村、田家庄村、武家庄村、后杨家庄村、清水村、且戈庄村、展王家村、前河南村、后河南村、东连戈庄村、西连戈庄村、涌泉村、小沽洄村、沙埠村、西孟村、东孟村、铁家庄村、苏格庄村、北黄同村、南黄同村、东李家庄村、水磨涧村、潘家屯村、东店子村、小埠子村、大王头村、张美夼村、山头村、北岔道口村、路上村、隋家村、徐家屯村、刘家庄村、石楼院村、河西纸房村、前刘家村、后刘家村、北大流河村、高家流河村、小洪埠村、大洪埠村、山里程家村、九山后村、山里石家村、王家流河村、石家流河村、崔家流河村、赵家流河村、吕家流河村、北大田村、涧口村、南大田村、后涧村、前涧村、彭家村、金家沟村、青山村、沙窝村、中于家村、东大田村、东赵戈庄村、后林家村、邦子村、巴豆子村、石灰陈家村、华山后村、北河东村、杏庙村、清泉宅科村、富涧村、胥家村、东涧村、东葛家村、西葛家村、北董家村、土门杨家村、满家村、口子村、张戈庄村、河庄口村、郝家村、南董家村、簸箕掌村、纸坊村、兰河村、徐里村、大后寨村、小后寨村、前庄头村、栾家寨村、王福庄村、夏家庄村、新李村、无名店村、云山洼村、三甲村、酒馆村、欧戈庄村、六甲村、小马场村、大马场村、东庞戈庄村、邢家屯村、大战村、南战村、北战村、铁匠庄村、邓家庄村、龙山前村、梁家村。
旧店镇现辖：
金山社区、涧里村、许家上庄村、斜岭前村、罗头村、田格庄村、窝洛村、马疃村、曲村、唐家庄村、东刘家庄村、杨家宅科村、西营村、东营村、南营村、东石家庄村、九里夼村、东上夼村、厂口涧村、北庙东村、东庙东村、南庙东村、西石桥村、东石桥村、杨家村、王汉庄村、水家河村、李家埠村、北邢家村、庞家洼村、河西村、旧店村、大曲家埠村、小曲家埠村、龙泉小庄村、前幸福庄村、陶家寨村、张家沙沟村、葛家沙沟村、岙山后村、套子村、西庞家洼村、杜家沙沟村、方家村、郑家村、西上夼村、袁家沟村、赤土岘村、尚家村、东七甲村、龙家庄村、西司家庄村、东司家庄村、兴旺庄村、新李家庄村、王家洼村、西王埠后村、中王埠后村、东王埠后村、后潘家村、前潘家村和滕家村。